# Лаха (село)
Лаха, ранее Адон-Челон (бур. Адуун Шулуун) — село в муниципальном районе «Агинский район» Агинского Бурятского округа в Забайкальском крае России.
Входит в состав сельского поселения «Урда-Ага».

## География
Лаха находится вблизи административной границы с Ононским районом.
Климат
Климат характеризуется как резко континентальный засушливый. Абсолютный минимум температуры воздуха самого холодного месяца (января) составляет −56 °C; абсолютный максимум самого тёплого месяца (июля) — 38 °C. Среднегодовое количество атмосферных осадков составляет 250—380 мм.

## Топонимика
Ранее село называлось Адон-Челон (бур. Адуун Шулуун) по названию близлежащего хребта, происходящему от бур. адуун — «табун» и шулуун — «камень». Топоним Лаха имеет тибетское происхождение.

## История
Образовано в 1923 году.
Постановлением Правительства Российской Федерации от 29 декабря 2001 года село Адон-Челон было переименовано в Лаха.
В 2017 году в местной прессе поднимался вопрос о возвращении селу прежнего названия, поскольку некоторые жители соседних сёл придают ему оскорбительный характер, называя население Лахи лохами.

## Население
| 2010 | 2021 |
| ---- | ---- |
| 144  | ↘140 |

национальный состав
Согласно результатам переписи 2002 года, в национальной структуре населения буряты составляли 97 % от 159 чел..

## Инфраструктура
Животноводство.

## Транспорт
Просёлочные дороги. 